# Setaria atrata
Setaria atrata är en gräsart som beskrevs av Eduard Hackel och Adolf Engler. Setaria atrata ingår i släktet kolvhirser, och familjen gräs. Inga underarter finns listade i Catalogue of Life.